# The Confessions Tour
För konsertturnén, se Confessions Tour.
The Confessions Tour är det andra livealbumet av den amerikanska popartisten Madonna, utgivet den 26 januari 2007 av Warner Bros. Records. Albumet består av en filmad konsert vid Wembley Arena i London den 16 augusti 2006, vilket var en del av turnén Confessions Tour. Konserten regisserades av Jonas Åkerlund.

## Bakgrund
The Confessions Tour är uppföljaren till Madonnas första livealbum I'm Going to Tell You a Secret från 2005. Albumet spelades in vid Wembley Arena i London den 16 augusti 2006 under Confessions Tour, som marknadsförde albumet Confessions on a Dance Floor. Det var den första utgivningen från hennes nya produktionsbolag Semtex Films och släpptes både på CD och DVD. DVD-utgåvan innehåller konsertens samtliga 21 låtar medan CD-utgåvan består av 13 utvalda låtar från samma framträdande. Turnén visades för första gången på NBC under Thanksgiving 2006. Från denna sändning hade man dock klippt bort en del låtar, bland annat "Paradise (Not for Me)". När Madonna framförde "Live to Tell" hängdes på ett inglasat krucifix uppstod starka reaktioner bland media och religiösa grupper. "Live to Tell" följdes av "Forbidden Love", där Madonna lyfte en törnekrona från huvudet. Det asiatiska medieföretaget Fridae rapporterade att albumet hade blivit bannlyst i Singapore, Malaysia samt delar av Östasien på grund av dessa framträdanden i DVD:n.

## Låtlista

### DVD
| Nr  | Titel                             | Kompositör                                                                               | Längd |
| --- | --------------------------------- | ---------------------------------------------------------------------------------------- | ----- |
| 1.  | Future Lovers" / "I Feel Love     | Madonna, Mirwais Ahmadzaï / Donna Summer, Peter Bellotte, Giorgio Moroder                | 8:04  |
| 2.  | Get Together                      | Madonna, Stuart Price, Anders Bagge, Peer Åström                                         | 5:19  |
| 3.  | Like a Virgin                     | Tom Kelly, Billy Steinberg                                                               | 4:08  |
| 4.  | Jump                              | Madonna, Price, Joe Henry                                                                | 4:56  |
| 5.  | Confessions                       | Madonna, Patrick Leonard, Daniel "Cloud" Campos, Sofia Boutella, Leroy "Hypnosis" Barnes | 3:55  |
| 6.  | Live to Tell                      | Madonna, Leonard                                                                         | 5:10  |
| 7.  | Forbidden Love                    | Madonna, Price                                                                           | 4:24  |
| 8.  | Isaac                             | Madonna, Price                                                                           | 6:45  |
| 9.  | Sorry                             | Madonna, Price                                                                           | 5:02  |
| 10. | Like It or Not                    | Madonna, Christian Karlsson, Pontus Winnberg, Henrik Jonback                             | 4:51  |
| 11. | Sorry (Remix)                     | Madonna, Price                                                                           | 3:37  |
| 12. | I Love New York                   | Madonna, Price                                                                           | 5:43  |
| 13. | Ray of Light                      | Madonna, William Orbit, Clive Muldoon, Dave Curtis, Christine Leach                      | 6:26  |
| 14. | Let It Will Be                    | Madonna, Ahmadzaï, Price                                                                 | 7:32  |
| 15. | Drowned World/Substitute for Love | Madonna, Orbit, Rod McKuen, Anita Kerr, David Collins                                    | 5:00  |
| 16. | Paradise (Not for Me)             | Madonna, Ahmadzaï                                                                        | 5:05  |
| 17. | Music Inferno                     | Madonna, Ahmadzaï / Leroy Green, Tyrone Kersey                                           | 7:49  |
| 18. | Erotica                           | Madonna, Shep Pettibone, Anthony Shimkin                                                 | 4:47  |
| 19. | La Isla Bonita                    | Madonna, Leonard, Bruce Gaitsch                                                          | 5:02  |
| 20. | Lucky Star                        | Madonna                                                                                  | 4:36  |
| 21. | Hung Up                           | Madonna, Price, Benny Andersson, Björn Ulvaeus                                           | 9:24  |
| 22. | Credits                           |                                                                                          | 3:31  |

Bonusmaterial på DVD
- Klipp från bakom kulisserna: Je suis l'art, They're naughty children, Rollerskating
- Fotogalleri

### CD
| 1.  | Future Lovers" / "I Feel Love | Madonna, Ahmadzaï / Summer, Bellotte, Moroder | 8:00 |
| 2.  | Like a Virgin                 | Kelly, Steinberg                              | 4:13 |
| 3.  | Jump                          | Madonna, Price, Henry                         | 4:53 |
| 4.  | Confessions                   | Madonna, Leonard, Campos, Boutella, Barnes    | 3:53 |
| 5.  | Isaac                         | Madonna, Price                                | 6:45 |
| 6.  | Sorry                         | Madonna, Price                                | 5:03 |
| 7.  | Sorry (Remix)                 | Madonna, Price                                | 3:44 |
| 8.  | I Love New York               | Madonna, Price                                | 5:36 |
| 9.  | Let It Will Be                | Madonna, Price, Ahmadzaï                      | 4:45 |
| 10. | Music Inferno                 | Madonna, Ahmadzaï / Green, Kersey             | 7:41 |
| 11. | Erotica                       | Madonna, Pettibone, Shimkin                   | 4:55 |
| 12. | Lucky Star                    | Madonna                                       | 3:50 |
| 13. | Hung Up                       | Madonna, Price, Andersson, Ulvaeus            | 9:50 |

| 14. | Get Together | Madonna, Price, Bagge, Astrom          | 5:22 |
| 15. | Ray of Light | Madonna, Orbit, Muldoon, Curtis, Leach | 6:12 |

## Medverkande
- Regissör – Jonas Åkerlund
- Filmproduktionsbolag – Semtex Films
- TV-produktionsbolag – Semtex TV Productions
- Producent – Sara Martin
- Exekutiva producenter – Madonna, Angela Becker, Guy Oseary och John Payne
- Fotograf – Eric Broms
- Klippning – Jonas Åkerlund, Philip Richardson, Johan Söderberg och Danny Tull
- Kostymtecknare – Jean-Paul Gaultier och Arianne Phillips

## Listplaceringar och certifikat
| Lista (2007)                  | Högsta position |
| ----------------------------- | --------------- |
| Argentina                     | 2               |
| Australien (Top 40 DVD Chart) | 1               |
| Belgien (Flandern)            | 3               |
| Belgien (Vallonien)           | 1               |
| Danmark                       | 5               |
| European Top 100 Albums       | 2               |
| Finland                       | 5               |
| Frankrike                     | 2               |
| Irland                        | 10              |
| Italien                       | 1               |
| Japan                         | 10              |
| Kanada                        | 2               |
| Mexiko                        | 16              |
| Nederländerna                 | 2               |
| Norge                         | 15              |
| Nya Zeeland                   | 23              |
| Polen                         | 5               |
| Portugal                      | 1               |
| Schweiz                       | 2               |
| Spanien                       | 1               |
| Storbritannien                | 7               |
| Sverige                       | 8               |
| Tjeckien                      | 1               |
| Tyskland                      | 2               |
| Ungern                        | 1               |
| USA Billboard 200             | 15              |

| Lista (2007)  | Position |
| ------------- | -------- |
| Nederländerna | 74       |
| Mexiko        | 7        |

| Land           | Certifikat |
| -------------- | ---------- |
| Argentina      | Platina    |
| Australien     | Guld       |
| Belgien        | Guld       |
| Brasilien      | Guld       |
| Finland        | Guld       |
| Mexiko         | Guld       |
| Polen          | Platina    |
| Portugal       | Guld       |
| Ryssland       | Guld       |
| Storbritannien | Silver     |
| Tyskland       | 2× Platina |
| Österrike      | Platina    |

## Utgivningshistorik
| Region     | Datum           |
| ---------- | --------------- |
| Europa     | 26 januari 2007 |
| Globalt    | 29 januari 2007 |
| USA/Kanada | 30 januari 2007 |
| Australien | 3 februari 2007 |
| Sydkorea   | 5 februari 2007 |
| Japan      | 7 mars 2007     |

### Fotnoter
1. 1 2  Erlewine, Stephen Thomas (2007-01-30). "The Confessions Tour - Madonna". Allmusic. Rovi Corporation. Läst 2013-09-09.
2. ↑  Albumhäfte för The Confessions Tour av Madonna. 2007.
3. ↑  "Madonna sets up Semtex Girls". Contactmusic.com. 2006-02-19. Läst 2009-10-13.
4. ↑  Inskeep, Thomas (2007-02-23). "Madonna – The Confessions Tour – Review" Arkiverad 2 februari 2010 hämtat från the Wayback Machine.. Stylus Magazine. Läst 2009-10-13.
5. 1 2  Editor, News (2007-02-06). "Singapore bans Madonna's Confessions Tour DVD for mock-crucifixion scene". Fridae. Läst 2009-10-13.
6. ↑  ”Argentina's Top 20 albums, Segunda Quincena de Enero”. Cámara Argentina de Productores de Fonogramas y Videogramas. 14 mars 2007. Arkiverad från originalet den 11 april 2008. https://web.archive.org/web/20080411002636/http://www.capif.org.ar/Default.asp?CodOp=ESVP&CO=5. Läst 9 oktober 2009.
7. ↑  "ARIA Top 40 DVD" (PDF). Australian Recording Industry Association. Pandora.nla. 2007-02-12. Läst 2009-10-13.
8. 1 2 3 4 5 6 7 8 9 10 11 12 13 14  ”Internationella topplistor för "The Confessions Tour"”. Ultratop 50. Hung Medien. http://www.ultratop.be/en/showitem.asp?interpret=Madonna&titel=The+Confessions+Tour&cat=a. Läst 13 oktober 2009.
9. ↑  Sexton, Paul (2007-02-15). "Norah Continues Euro Chart Supremacy". Billboard (Nielsen Business Media, Inc). Läst 2009-10-13.
10. ↑  ”コンフェッションズ・ツアー・ライヴ” (på japanska). Oricon. 7 mars 2007. http://www.oricon.co.jp/prof/artist/162927/products/music/696749/1/. Läst 10 juli 2010.
11. ↑  "allmusic ((( The Confessions Tour > Charts & Awards > Billboard Albums )))". Allmusic. Rovi Corporation. Läst 2009-10-13.
12. ↑  ”Poland's Top 50 Albums”. OLiS. 12 februari 2007. http://olis.onyx.pl/listy/index.asp?idlisty=370&lang=en. Läst 15 oktober 2009.
13. ↑  Sexton, Paul (2007-02-08). "Mika, Norah Jones Rule U.K. Charts". Billboard (Nielsen Business Media, Inc). Läst 2009-10-13.
14. ↑  ”TOP50 Prodejní – Madonna – Confessions Tour DVD”. International Federation of the Phonographic Industry. http://www.ifpicr.cz/hitparada/index.php?a=titul&hitparada=14&titul=144387&sec=95a49be1c4f1fdbf3424a8d03955831f. Läst 29 april 2010.
15. ↑  ”Chartverfolgung – Madonna – The Confessions Tour”. Media Control Charts. Musicline.de. 12 februari 2007. Arkiverad från originalet den 20 februari 2009. https://web.archive.org/web/20090220033431/http://musicline.de/de/chartverfolgung_summary/title/Madonna/The+Confessions+Tour/longplay. Läst 14 oktober 2009.
16. ↑  ”Top 40 album- és válogatáslemez- lista”. Mahasz. Magyar Hanglemezkiadók Szövetsége. 18 februari 2007. Arkiverad från originalet den 18 april 2009. https://web.archive.org/web/20090418181757/http://www.mahasz.hu/m/?menu=slagerlistak&menu2=archivum. Läst 13 oktober 2009.
17. ↑  Cohen, Jonathan (2007-02-07). "Better 'Late' Than Never: Jones Debuts At No. 1". Billboard (Nielsen Business Media, Inc). Läst 2009-02-01.
18. ↑  ”JAAROVERZICHTEN – ALBUMS 2007 (ANNUAL REVIEW – 2007 ALBUMS)”. dutchcharts.nl. Hung Medien. http://www.dutchcharts.nl/jaaroverzichten.asp?year=2007&cat=a. Läst 5 april 2011.
19. ↑  ”Los mas Vendidos – 2007ALBUMS)”. AMPROFON. AMPROFON. Arkiverad från originalet den 15 februari 2010. https://web.archive.org/web/20100215041238/http://www.amprofon.com.mx/Archivos/PDF/top_anual/Top_100_Album_2007.pdf. Läst 5 april 2011.
20. ↑  ”Intérprete Título – Madonna – The Confessions Tour”. Cámara Argentina de Productores de Fonogramas y Videogramas. 24 januari 2007. Arkiverad från originalet den 31 maj 2011. https://web.archive.org/web/20110531185356/http://www.capif.org.ar/Default.asp?PerDesde_MM=0&PerDesde_AA=0&PerHasta_MM=0&PerHasta_AA=0&interprete=&album=The+Confessions+Tour&LanDesde_MM=0&LanDesde_AA=0&LanHasta_MM=0&LanHasta_AA=0&Galardon=O&Tipo=2&ACCION2=+Buscar+&ACCION=Buscar&CO=5&CODOP=ESOP. Läst 14 oktober 2009.
21. ↑  "2008 DVD Accreditations". Australian Recording Industry Association. Läst 2009-08-21.
22. ↑  ”Gold and Platinum certifications – Belgium”. International Federation of the Phonographic Industry. Ultratop 50. 12 mars 2007. http://www.ultratop.be/en/certifications.asp?year=2007. Läst 13 oktober 2009.
23. ↑  ”Certificados – Madonna” (på portugisiska). Associação Brasileira dos Produtores de Discos. http://www.abpd.org.br/certificados_interna.asp?sArtista=Madonna. Läst 18 november 2010.
24. ↑  ”Finland – Tilastot – Madonna”. International Federation of the Phonographic Industry. IFPI.fi. 2007. Arkiverad från originalet den 18 april 2013. https://www.webcitation.org/6FyzduXoY?url=http://www.ifpi.fi/tilastot/artistit/madonna. Läst 13 oktober 2009.
25. ↑  ”Madonna – Certificaciones Encontradas”. Asociación Mexicana de Productores de Fonogramas y Videogramas. 14 mars 2007. Arkiverad från originalet den 6 mars 2016. https://web.archive.org/web/20160306031413/http://www.amprofon.com.mx/certificaciones.php?artista=madonna&titulo=&disquera=&certificacion=todas&anio=todos&categoria=todas&Submitted=Buscar&item=menuCert&contenido=buscar. Läst 14 oktober 2009.
26. ↑  ”Polish Platinum certified albums”. Związek Producentów Audio Video. Arkiverad från originalet den 21 juli 2011. https://web.archive.org/web/20110721133232/http://www.zpav.pl/rankingi/wyroznienia/platynowe/index.php. Läst 14 oktober 2009.
27. ↑  ”Discos de Ouro e Platina”. Associação Fonográfica Portuguesa. 2007. Arkiverad från originalet den 22 oktober 2008. https://web.archive.org/web/20081022162554/http://www.afp.org.pt/estatisticas.php?smenu=discos. Läst 14 oktober 2009.
28. ↑  ”Золотой и платиновый альбом в России / International 2011 - Gold and Platinum Sertifications in Russia / Internetional 2011” (på ryska). National Federation of the Phonogram Producers. Arkiverad från originalet den 24 januari 2009. https://web.archive.org/web/20090124001155/http://2m-online.ru/gold_n_platinum/detail.php?COUNTRY=5077. Läst 15 juni 2011.
29. ↑  Enligt sökning på bpi.co.uk Arkiverad 25 juni 2014 hämtat från the Wayback Machine.. British Phonographic Industry. Läst 10 september 2013.
30. ↑  "Gold-/Platin-Datenbank ('The Confessions Tour')" (på tyska). Bundesverband Musikindustrie. Läst 2010-02-25.
31. ↑  ”Gold & Platin” (på tyska). International Federation of the Phonographic Industry. 23 februari 2007. https://ifpi.at/auszeichnungen/. Läst 30 april 2011.